# Clematis montevidensis
Clematis montevidensis är en ranunkelväxtart som beskrevs av Spreng.. Clematis montevidensis ingår i släktet klematisar, och familjen ranunkelväxter. Utöver nominatformen finns också underarten C. m. denticulata.